# Thụy Bạch Minh Tuyết
Thụy Bạch Minh Tuyết (tiếng Trung: 瑞白明雪, bính âm: Ruìbái míngxuě, 1584-1641) là Thiền sư Trung Quốc cuối đời Minh, thuộc đời thứ 28 của tông Tào Động. Sư là pháp tử của Thiền sư Trạm Nhiên Viên Trừng và có nhiều đệ tử nổi danh như: Vân Tông Tịnh Nột, Ban Nhã Tịnh Lữ, Phá Ám Tịnh Đăng, Tử Mai Tịnh Chu,...

## Cơ duyên và hành trạng
Sư họ Dương, quê ở huyện Đồng Thành, tỉnh An Huy. Sư xuất gia ở am Tụ Long, núi Cửu Hoa và thụ giới Cụ túc ở chùa Vân thê với Đại sư Liên Trì - Tổ thứ 8 của Tông Tịnh Độ.
Đầu tiên, sư đến tham vấn với Hoà thượng Trạm Nhiên Viên Trừng ở núi Vân Môn. Tại đây, sư làm thị giả cho Viên Trừng và tham học hơn 10 năm nhưng không đại ngộ. Sau đó, sư lại đi hành cước đến Thiền hội của các vị Thiền sư danh tiếng đương thời như Bác Sơn, Hoàng Bá, Mật Vân...
Đến năm 1626, sư quay trở lại tham yết Viên Trừng. Một hôm, Viên Trừng hỏi sư: "Vừa rồi ông làm gì?"
Sư đáp: "Bạch hoà thượng! Con thọ trì kệ Tì- xá."
Viên Trừng hỏi: "Bốn đại là giả, vọng tâm là không, kẻ nào kéo tử thi của ông đến đây thế?"
Sư suy nghĩ hồi lâu. Viên Trừng lại đưa ra công án chém mèo của Nam Tuyền ra hỏi. Ngay lúc đó, sư chợt ngộ liền ném bồ đoàn và nói: "Đi tìm thị giả ở Từ Châu."

Hôm khác, hòa thượng Viên Trừng đứng trên cầu, hỏi: "Dưới khe nước chảy rì rào, ông thử nói xem?"
Sư đáp: "Bạch hoà thượng! Vỗ hư không vang rền, đánh vào gỗ không tiếng."
Nghe sư đáp, Viên Trừng cười gật đầu. Qua sáu ngày, sư chợt nghe tiếng chuông liền đại ngộ. Từ đó, sư được cơ duyên biện tài xuất chúng, Viên Trừng bèn ấn khả cho sư.
Sau khi Viên Trừng tịch, sư kế tiếp trụ trì tại chùa Hiển Thánh ở Vân Môn. Niên hiệu Sùng Trinh thứ 3 (1630), sư bắt đầu trụ trì qua tám đạo tràng tại Hồ châu, Tinh Sơn, Cổ Long Hoa,...
Sau đó, sư dời đến núi Bách trượng ở Nam Xương, tỉnh Giang Tây là nơi di tích cũ của Thiền sư Bách Trượng Hoài Hải. Tại đây, sư đã sửa đổi lại toàn bộ thanh qui của nơi đây theo đúng tinh thần của tổ Bá Trượng, người đời tôn kính gọi sư là Đại Trí (Bách Trượng Hoài Hải tái thế).
Ngày rằm năm Sùng trinh thứ 14 (1641), sư bảo thị giả dìu vào khám thờ ngồi rồi viết kệ thị tịch. Sư đưa tay ra vẫy chào tạm biệt chúng, khi mọi người đến nơi thì sư đã an nhiên thị tịch, thọ 58 tuổi. Đệ tử xây tháp an táng nhục thân sư tại Long Hoa, cư sĩ Dư Đại Thành soạn bài minh cho tháp mộ của sư. Bài kệ thị tịch của sư: 
Đến cũng không một vật
Đi cũng không một vật
Muốn biết ý chân thật
Trăng rọi đầu non Bách.
Sư có để lại tác phẩm là Thụy Bạch Thiền sư ngữ lục gồm 18 quyển.